# Royal Hawaiian Hotel

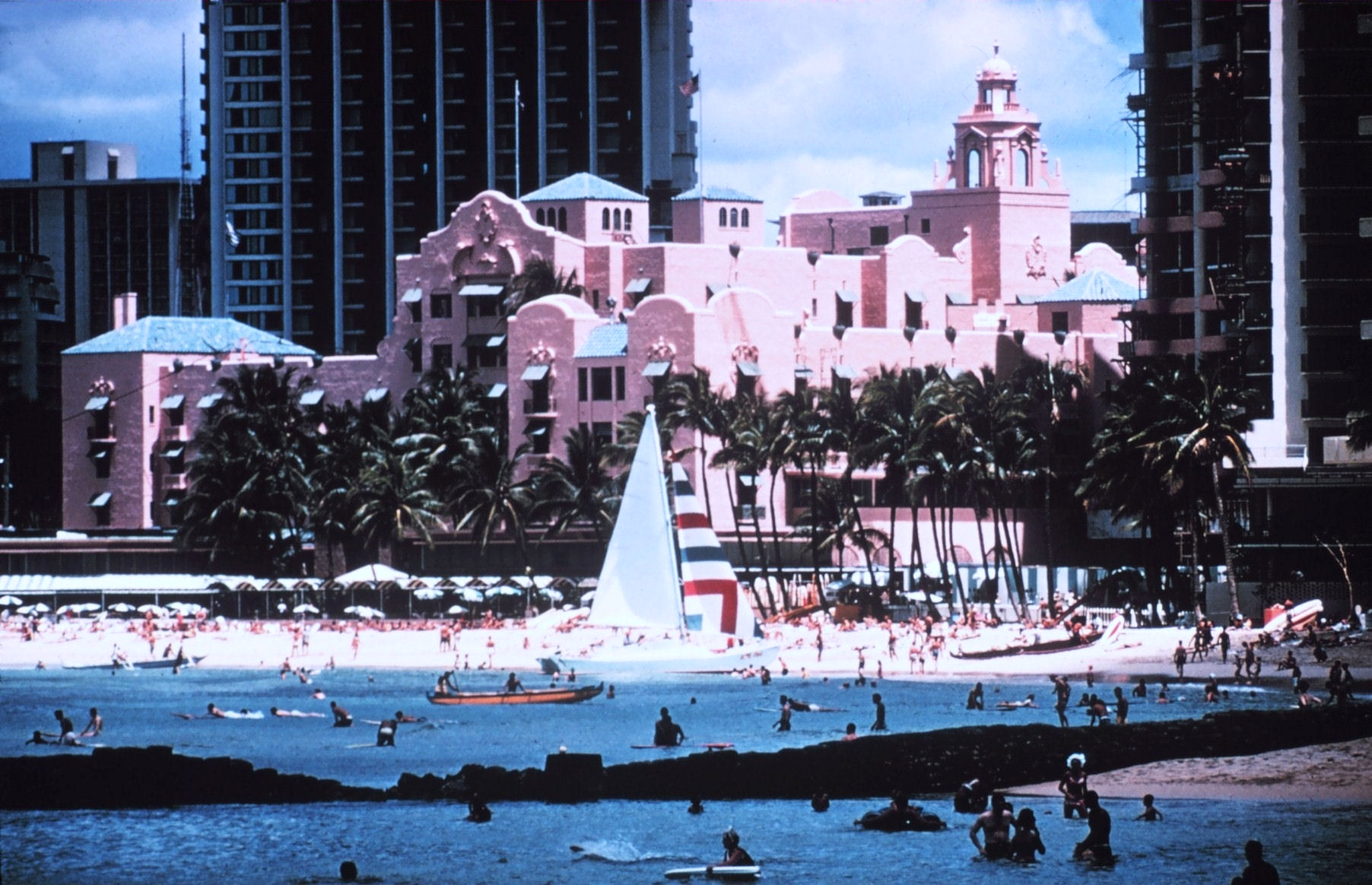
Het Royal Hawaiian Hotel in 1969

Het Royal Hawaiian Hotel is een hotel in de Amerikaanse stad Honolulu en staat aan het Waikikistrand. Vanwege haar roze kleur staat het ook bekend als Pink Palace of the Pacific. Het hotel werd samen met de Waialae Country Club gebouwd om Hawaï als luxueuze vakantiebestemming in de markt te zetten. Het hotel geopend op 1 februari 1927 met een groot galafeest.
Het gebouw is een mengeling van Spaanse, Moorse en Mission Revival-architectuur.
In de periode van 1 juni 2008 tot 20 januari 2009 werd het hotel compleet gerenoveerd en opgenomen in de lijn van The Luxury Collection van de Starwood-hotelgroep. In 2010 werd een moderne aanbouw geopend. Het hotel beschikt over 528 kamers, 34 suites en 3 restaurants.
Een aantal scènes van de film Punch-Drunk Love uit 2002 werden in het hotel opgenomen.